# 俄羅斯鐵路注冊碼
俄羅斯鐵路注冊碼是一套用於俄羅斯及其他前蘇聯國家的鐵路系統編碼。每條鐵路上之貨運車站皆有以此編碼開頭的編號，編號由西向東排列，而且通常並不跨越國境。

## 編碼列表
以下乃前苏联鐵路之編碼列表：
- 001至004 十月铁路局
- 008-009 立陶宛、拉脱维亚和爱沙尼亚铁路局[註 1]
- 010 加里宁格勒铁路局
- 013-014 白俄罗斯铁路局
- 017-023 莫斯科鐵路局
- 024-026 高爾基鐵路局
- 028-031 北方铁路局
- 032-033 西南铁路局
- 035-036 利沃夫鐵路局
- 039 摩尔多瓦鐵路局
- 040-041 敖德萨铁路局
- 043-044 南方铁路局
- 045-047 第聂伯河沿岸鐵路局
- 048-050 顿涅茨克鐵路局
- 051-053 北高加索鐵路局
- 054-055 阿塞拜疆铁路
- 056-057 格鲁吉亞和南高加索鐵路局[註 2]
- 058-059 东南鐵路局
- 061-062 伏爾加鐵路局
- 063-064 古比雪夫鐵路局
- 067-072 哈萨克斯坦和吉尔吉斯斯坦(北部)铁路局，包括：
  - 067 西哈薩克斯坦鐵路局
  - 068 切利诺鐵路局
  - 071-072 阿拉木圖鐵路局
- 073-074 吉尔吉斯斯坦 (南部)，乌兹别克斯坦、塔吉克和土库曼斯坦铁路局[註 3]
- 076-078 斯维尔德洛夫斯克铁路局
- 080-081 南乌拉尔鐵路局
- 083-084, 086-087 西西伯利亚鐵路局
- 085 克里米亞鐵路局
- 088 克拉斯诺亚尔斯克鐵路局
- 090,092-093 东西伯利亚铁路局
- 094 后貝加尔鐵路局
- 090,096-099 远东铁路局

## 另見
俄羅斯統一車站編號

## 外部連結
- RussoTrans上之編碼列表（页面存档备份，存于）